# ウイスキー汚職事件

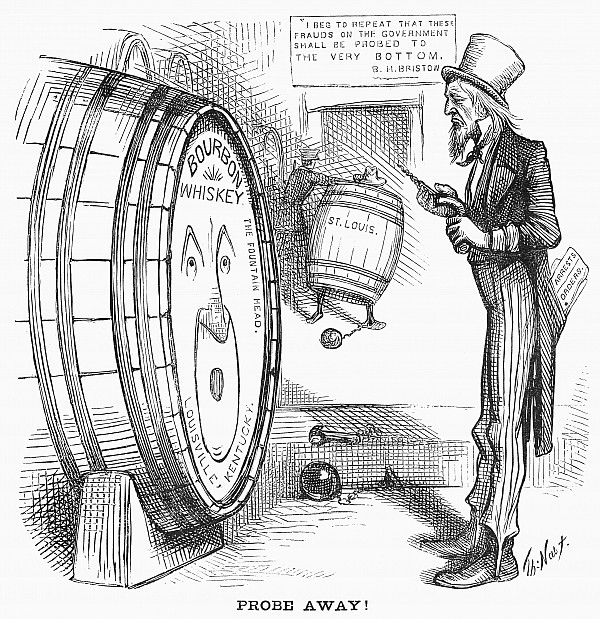
Whiskey Ring

アメリカ合衆国においてはウイスキー・リング (Whiskey Ring) と称される、ウイスキー汚職事件（ウイスキーおしょくじけん）は、政府職員や政治家、ウイスキー蒸留業者、流通業者などが結託して、ウイスキーに課されていた税金を詐取、横領していたことに関わる、1875年に露見したスキャンダル。ウイスキー・リングは、セントルイスで始まり、シカゴ、ミルウォーキー、シンシナティ、ニューオーリンズ、ピオリアでも組織された。組織が捕捉されるより前に、一軍の政治家たちが、蒸留酒に課されていた何百万ドルもの連邦税を吸い上げていた。この仕組みには、蒸留係、精溜係、計測係、在庫管理係、内国歳入庁職員などが関わる、広範囲の賄賂のネットワークが関わっていた。
1875年、アメリカ合衆国財務長官ベンジャミン・ブリストウは、財務省外の秘密工作員を用いて、大統領や司法長官の知らないうちに、緊密に結びつき、政治的な力ももっていたリングを破り、5月10日に全国各地で一連の強制捜査を実施した。裁判はミズーリ州ジェファーソンシティで10月から始まり、最終的に110件の判決が下され、3百万ドル以上の税金が国庫に回収された。大統領ユリシーズ・グラントは、かつてミズーリ州選出の合衆国上院議員だったジョン・B・ヘンダーソン将軍を、一連の裁判における特別検察官に任命したが、ヘンダーソンはグラント大統領が起訴内容に介入したことに抵抗したため、解任されてしまう。 グラントは、ヘンダーソンに代えて弁護士ジェームズ・ブロードヘッドを後任に据えた。
多くの人々にとって、ウイスキー汚職事件は、南北戦争後に全国的に権力を握った共和党政権下の腐敗の象徴と映った。大統領の私的秘書役だったオーヴィル・E・バブコック将軍はリングの一味と目されており、そのため、直接リングに関わってはいなかったものの大統領も同様と見られ、共和党の腐敗を象徴するものと思われ、その後、スキャンダルが戦争長官ウィリアム・ワース・ベルナップにも及ぶと、その認識はさらに強化された。ウイスキー・リングのスキャンダルは、共和党による他の職権欄用への批判とともに、南北戦争後のレコンストラクション（再建）の時期の全国的な疲弊を拡大させ、それはグラントが大統領職を離れ、1877年の妥協が成立するまで続いた。

## ウィスキー・リング

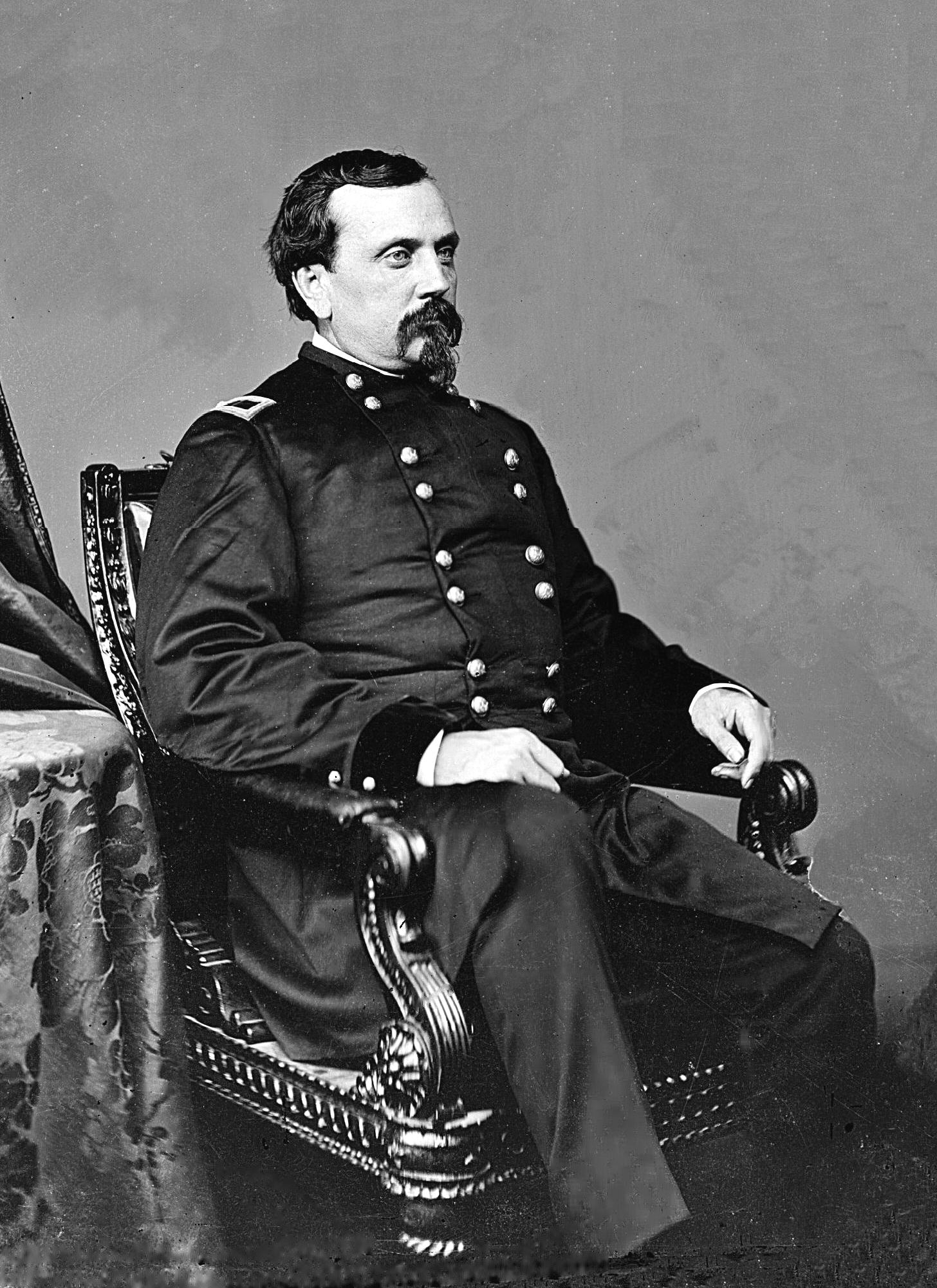
グラント大統領の私的秘書だったオーヴィル・E・バブコック。

1875年のウィスキー汚職事件は、グラント政権を襲った最悪にして最も有名なスキャンダルであり、これを暴いたのは、財務長官ベンジャミン・ブリストウと、ジャーナリストのマイロン・コロニー (Myron Colony) であった。中西部では、リンカーン大統領の頃からウイスキーの蒸留業者たちの課税逃れが横行していた。ウイスキーの蒸留業者たちは、財務省の職員に賄賂を贈り、収賄側はその見返りとして税逃れを見過ごし、その金額は年間200万ドルにも上るものと見られていた。収賄側の職員たちは、1ガロンあたり70セントと定められていた税金を収納せず、不法に得られた差分を蒸留業者たちと山分けしていた。リングの元締めたちは、蒸留係、精溜係、計測係、在庫管理係、内国歳入庁職員、財務省職員などを、抱き込んだり、強要したり、恐喝したりしながら、全体の動きに巻き込んでいった。
1875年1月26日、ブリストウはグラント大統領の指示も受けた上で、2月15日に各地の様々な現場で一斉摘発を行うことを内国歳入庁の職員たちに命じた。この命令は、腐敗した職員には知らされず、彼らの悪行は捜査者たちによって明るみにされるはずであった。その後、グラントは、この命令を無効にしたが、それは、事前に期日を予告することが、リングの元締めたちに証拠隠滅の機会を与え、事態が危うくなりかねないという判断からであった。ブリストウ長官の命令を、グラントが取消したことは、後に、グラント自身が捜査に介入したのだという噂を生むことになった。もちろん、監督者を移動させることは、リングに混乱を生じさせることになったであろうが、リング内部の動きの証拠を掴み、加害者たちを告訴するためには、文書など確たる証拠が必要だった。ブリストウは、臆することなく調査を続け、マイロン・コロニーらスパイを送り込んで、ウイスキーの出荷状況や製造に関する情報を集め、リングの秘密を暴いた。
1875年5月13日、グラントの承認を受けて、ブリストウはリングへの強烈な摘発を実施し、蒸留施設を差し押さえ、何百人もの逮捕者を出した。ウイスキー・リングは壊滅した。ブリストウは司法長官エドワーズ・ピアポントと合衆国財務省事務弁護官ブルフォード・ウィルソンの協力を得て、数多くのリングのメンバーを、裁判にかけた。ブリストウは、リングの活動がミズーリ州、イリノイ州、ウィスコンシン州にもあったという情報を握っていた。ミズーリ州の内国歳入庁職員ジョン・A・ジョイス (John A. Joyce) と、グラント大統領が任命した2人の役職者、内国歳入庁監督 (Supervisor of Internal Revenue) のジョン・マクドナルド将軍 (General John McDonald) と、大統領の私的秘書であったオーヴィル・E・バブコックが、最終的にウイスキー・リングの裁判に引き出されることになった。財務省事務弁護官ブルフォード・ウィルソンによれば、やはりグラントの私的秘書であったホレース・ポーターも、ウイスキー・リングに関わっていたという。

### 特別検察官の任命

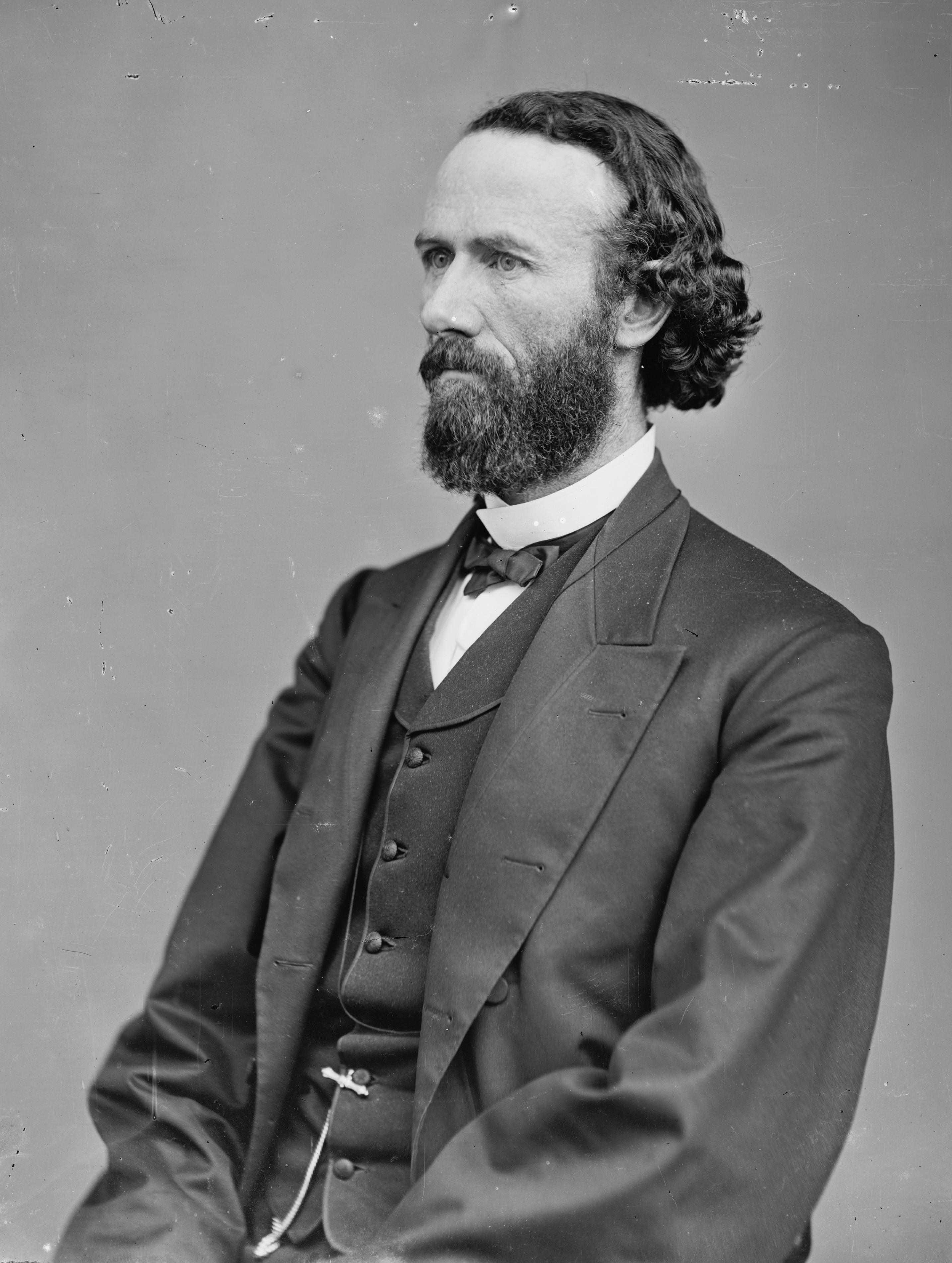
特別検察官となった元上院議員ジョン・B・ヘンダーソンは、熱烈な告発の弁論を行い、裁判中、ウィスキー・リングのメンバーたちが彼の声に怯えるほどであった。

グラント大統領は、元上院議員ジョン・B・ヘンダーソンを特別検察官に任命して、リングの事件を担当させた。上院議員であった頃のヘンダーソンは、最も強烈に政府を批判しており、グラントによる彼の任命は、ウイスキー・リングの捜査の一貫性を維持することが狙いだった。ヘンダーソンは大陪審を招集し、そこでバブコックがリングの元締めの一人であることが明らかにされた。このことを記した書簡を受け取ったグラントは、「罪を犯した者は誰ひとり逃すな (Let no guilty man escape)」と返信に記した。やがて、バブコックがマクドナルドに、セントルイスにおけるリングの運営について、暗号化した書簡を送っていたことが判明する。捜査の中で、マクドナルドは、バブコックに分け前の一部として 25,000ドルを支払い、さらに個人的に、1,000 ドルを葉巻の箱に入れて送ったと証言した。
バブコックに有罪判決が下された後、グラントは、バブコックは公開法廷ではなく、軍法会議で処断されるべきだと求めたが、大陪審はこの要求を却下した。グラントは、財務長官ブリストウに「罪を犯した者は誰ひとり逃すな」と指示していた命令を撤回した上で、予期されない形で、ウイスキー・リングに関わった者へのこれ以上の免責は与えないと命じたが、これはバブコックを護ろうとしているのではないかという憶測を呼んだ。この命令撤回は、表面上は有罪の者を逃さないという形をとっていたが、検察官は法廷での立証がより困難になった。リングの元締めたちを追及するためには、蒸留業者たちに免責を与えて証言させることが必要だったため、この命令は、ブリストウとグラントの間に対立をもたらした。リングのメンバーを追及していた特別検察官ヘンダーソンも、自ら裁判の中で、グラントがブリストウにの捜査に介入していると主張した。
この主張に怒ったグラントは、ヘンダーソンを特別検察官から解任した。グラントは、後任にジェームズ・ブロードヘッドを任命した。ブロードヘッドは有能な弁護士であったが、バブコックの一件の事実関係に十分通じていなかったし、他のリンクのメンバーについても同様だった。裁判では、グラント大統領の宣誓証書が読み上げられ、そこにはバブコックがリングに関わっていることはいっさい承知していないと述べられていた。陪審団は、読み上げられた大統領の言葉を聞き、直ちにバブコックを全ての罪状について放免することとした。ブロードヘッドは、さらにウイスキー・リングの関わる全ての事件を取り下げた。マクドナルドとジョイスは、いくつかの裁判で有罪とされ、刑務所に送られた。1877年1月26日、グラント大統領は、マクドナルドに恩赦を与えた。

### グラント大統領の宣誓証書
ウイスキー・リングのスキャンダルは、ホワイトハウスの間近にも迫っていた。グラント大統領自身もリングに関わっており、流れ込んだ資金を再選された1872年の大統領選挙に使った、といった噂が出回っていた。グラントは、バブコックの名誉のみならず、自分の名誉も護らなければならなかった。既にグラントは、ブリストウやウィルソンが、「Sylph」と署名された電報など自ら決定的な証拠を示しても、バブコックが有罪だとは信じないと表明していた。バブコックはその署名について、大統領に「大きなトラブル (a great deal of trouble)」をもたらした女性のものだと示唆し、ウィルソンが、大統領のセックス・スキャンダルが明るみに出るのではないかと恐れる事を期待したが、ウィルソンはそんなこけおどしには乗らなかった。
国務長官ハミルトン・フィッシュの助言を受け、グラント大統領は公開の法廷での証言を避け、それに代えてホワイトハウスに招いた議会下院の法務代表の前で宣誓証書を作成した。グラントは史上初めて、またその後も現在までただ一人の、被告人側で証言した大統領となった。この歴史的な証言は、1876年2月12日に、かつてグラントが合衆国最高裁判所判事に任命した最高裁判所長官モリソン・ワイトが指揮する形で行われた。グラント大統領の証言の一部は以下のようなものであった。以下で、イートンは原告側代理人 Lucien Eaton、クックは被告側代理人 William A. Cook のことである。
イートン：バブコック将軍の振る舞いにおいて、あるいはあなたへの発言において、彼がセントルイスないし他の場所におけるウイスキー・リングに何らかの関心なり関与を持っているとあなたに思わせることはありましたか?
グラント大統領：全くありません。
イートン：バブコック将軍は、1875年4月23日頃に発信した「セントルイス、1875年4月23日、O・E・バブコック将軍、大統領官邸、ワシントンD.C.：マックに、コロラドのパーカーに会って、コミッショナーに電報を打つよう伝えてくれ。セントルイスの敵を潰せ。(St. Louis, April 23, 1875. Gen. O.E. Babcock, Executive Mansion, Washington, D.C. Tell Mack to see Parker of Colorado; & telegram to Commissioner. Crush out St. Louis enemies.)」という電文をあなたに見せましたか?
クック：異議あり。（記録に残す）
グラント大統領：私はそうした発信電文について、この疑惑に関する裁判が始まる以前に承知していた覚えは全くありません。裁判開始以降、私はバブコック将軍からこうしたものの大部分について説明を受けています。その中で発信電文の多くも見せられ、説明されたと思いますが、その文面のものには覚えがありません。
イートン：おそらくお気づきかと思いますが、将軍、ウイスキー・リングは、政治的な運動を続ける資金を必要としているため、その大元を頑強に隠そうとしています。あなたはバブコック将軍ないし他の誰かから、直接的あるいは間接的ないかなる形であれ、不適正な方法で集められた政治的目的の資金提供を示唆されたことがありますか?
クック：異議あり。（記録に残す）
グラント大統領：そのようなことは全くありません。その種の示唆については、裁判が初めってから新聞で知りましたが、それ以前には承知していませんでした。
イートン：では、お伺いしますが、検察当局の担当者たちが、あなたが容認した何らかの手段による資金提供に関する、あらゆるほのめかしを退けてきたことは、完全に正しいことではなかったのでしょうか?
クック：異議あり。（記録に残す）
グラント大統領：私は、彼らが何らかのほのめかしを退けてきたということに気づいていませんでした。

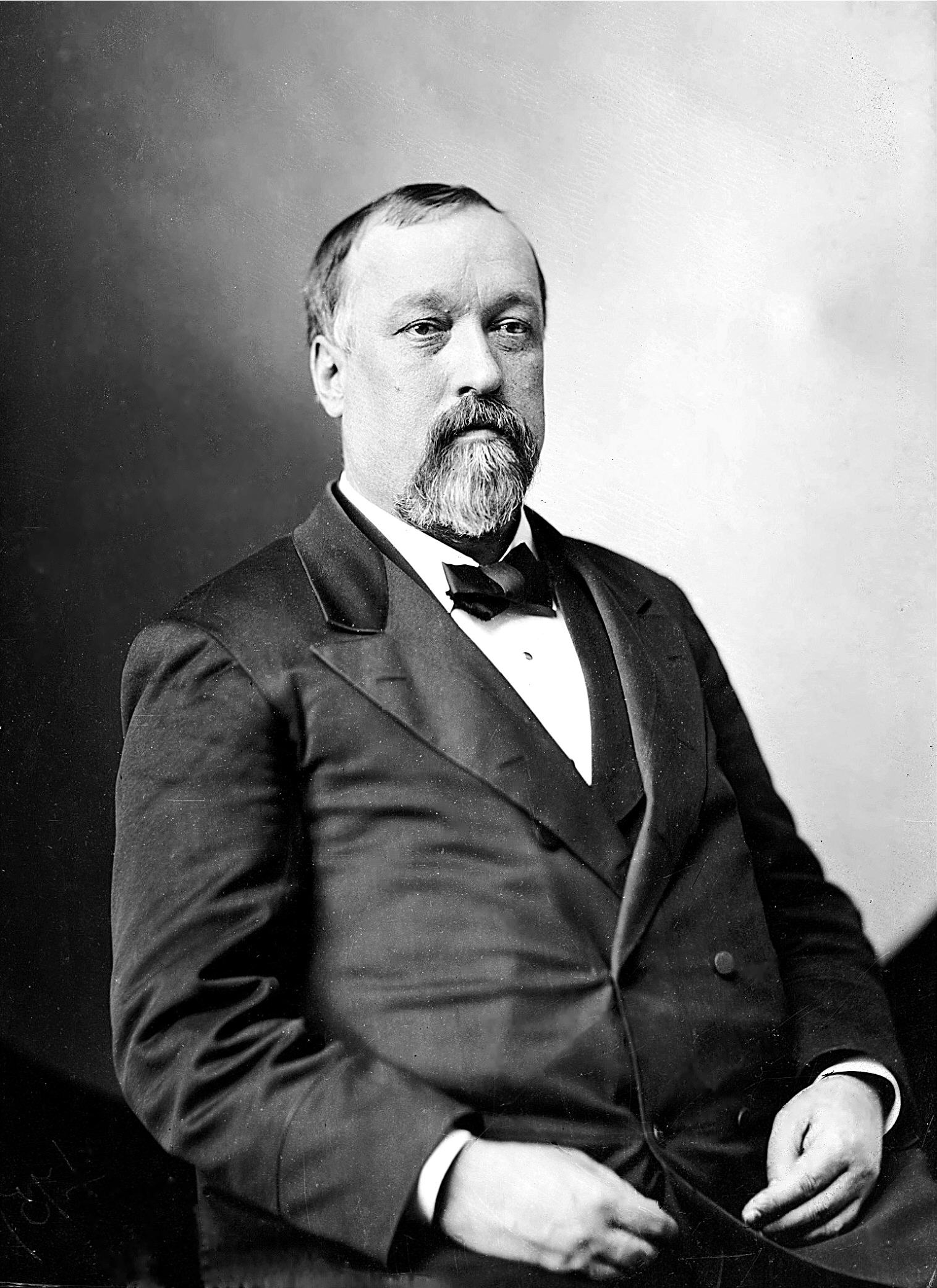
財務長官ブリストウは、バブコックがウイスキー・リングの一味であることを示す証拠をグラントに見せた。

1876年2月17日、やはりグラント大統領によって任命された合衆国巡回裁判所判事、ジョン・F・ディロンは、クックによる異議申し立てを全て却下し、宣誓証書の質疑は法廷において証拠として有効であると宣言した。グラントは、映像記憶の持ち主として知られていたが、バブコックに関する事柄を思い出そうとすると、数多くの彼らしくない誤りを犯した。宣誓証書という戦略は功を奏し、ウイスキー・リング追及の矛先がグラントに向けられることはなくなった。セントルイスで行われていたバブコックの裁判の中で、宣誓証書は陪審団に対して読み上げられた。その裁判で、バブコックは無罪放免となった。裁判後、グラントはバブコックから距離を置いた。放免後のバブコックは、いったんはオーバルオフィス外のグラントの私的秘書に復職した。しかし、世論の批判やハミルトン・フィッシュの反対もあり、バブコックは私的秘書を解任され、1871年に既にグラントから与えられていた別の仕事である、公共施設の土地・建物に関する監督技師 (superintending engineer of public buildings and grounds) としての仕事に専念するようになった。
グラントの伝記を書いてピューリッツァー賞伝記部門を受賞したウィリアム・S・マクフィーリーは、グラントがバブコックの有罪を知りながら宣誓証書で偽証したのだと述べている。マクフィーリーによれば、バブコックに不利な「証拠は反論の余地がないもの」であり、グラントはそれを知っていたという。マクフィーリーはまた、ジョン・マクドナルドも、グラントはウイスキー・リングの存在を承知しており、自分もバブコックを護るために偽証したと述べていたとも指摘している。これに対して、グラントについて研究している歴史学者ジーン・エドワード・スミスはこれに対して、バブコックに不利な証拠は状況証拠であり、セントルイスの陪審団がバブコックを放免したのは「十分な立証が欠けていたから」であったと反論している。グラントを知る友人たちは、大統領は「真実の人 (a truthful man)」であり、「嘘をつくことなど彼にはできなかった (impossible for him to lie)」としていた。しかし、グラントの人気は、この証言の結果としてバブコックが裁判で放免されて以降、全国的に明らかに低落した。グラントの政敵たちは、この宣誓証書を公職への踏み台にした。『New-York Tribune』紙は、ウイスキー・リングのスキャンダルは「ホワイトハウスの玄関まで行ったが戻ってきた」と報じた。しかし、友人であったバブコックのためになされたグラント証言の全国的な不人気は、グラントが3期目に向けて大統領候補として指名される可能性を台無しにした。

### ブリストウによる捜査の結果
1875年5月、財務長官ベンジャミン・ブリストウが突然ウイスキー・リングの摘発を行なったとき、多くの関係者が逮捕され、スキャンダルに巻き込まれた蒸留所は閉鎖に追い込まれた。ブリストウの捜査は350件の連邦裁判所における判決を引き出した。110人が囚人として刑務所に送られ、300万ドルの税収が、リングから回収された。

### 書籍
- Bunting III, Josiah (2001). A. M. Schlesinger Junior. ed. Ulysses S. Grant. Times Books, Henry Holt and Company, LCC. ISBN 0-8050-6949-6
- Garland, Hamlin (1898). Ulysses S. Grant His life and character. New York Double Day & McClure Co
- Grossman, Mark (2003). Political corruption in America: an encyclopedia of scandals, power, and greed. ABC-Clio. ISBN 978-1-57607-060-4
- McFeely, William S. (1981). Grant: A Biography. W.W. Norton & Company. ISBN 0-393-32394-3
- Rhodes, James Ford (1912). History of the United States from the Compromise of 1850 to the Final Restoration of Home Rule at the South in 1877. New York: The MacMillan Company
- Smith, Jean Edward (2001). Grant. Simon and Schuster. ISBN 0-684-84927-5
- Stevens, Walter Barlow; Bixby, William Kenny (1916). Grant in Saint Louis. Franklin Club of Saint Louis

### オンライン
- Kennedy, Robert C. Kennedy (2001年). “'Why We Laugh' Pro Tem”. Harper's Weekly. 2010年3月11日閲覧。
- Rives, Timothy (2000年). “Grant, Babcock, and the Whiskey Ring”. archives.gov. 2010年1月18日閲覧。
- Shenkman, Rick. “The Last High White House Official Indicted While in Office: U.S. Grant's Orville Babcock”. History News Network. 2010年2月24日閲覧。